# L'armata Brancaleone
L'armata Brancaleone è un film del 1966 diretto da Mario Monicelli.
Tra i film più noti della commedia italiana e tra i capolavori del regista. Vincitore di tre Nastri d'argento, fu presentato in concorso al 19º Festival di Cannes.
A partire dall'8 marzo 1966 e poi anche nei giorni successivi a Roma e Bologna furono rubati da ignoti ladri gli speciali manifesti in rilievo fatti stampare e affiggere dalla Titanus per pubblicizzare il film.

## Trama
XI secolo. Durante l'incursione di un esercito di barbari teutonici in un villaggio dell'Italia centrale, un ragazzino di nome Taccone, lo scudiero Mangoldo ed il robusto Pecoro entrano in possesso di una pergamena, scritta da Ottone I il Grande, rubandola a un cavaliere da loro stessi ferito e poi gettato nel torrente ritenendolo morto. L'anziano notaio ebreo Zefirino Abacuc, che trascina sempre con sé un baule, dà lettura del documento, il quale decreta, al suo legittimo possessore, la signoria sul feudo di Aurocastro in Puglia ed il giuramento di liberare tale feudo dal "nero periglio che viene da lo mare". I quattro si mettono alla ricerca di un cavaliere che li possa guidare nell'impresa e incontrano Brancaleone da Norcia, sedicente nobile cavaliere che, inizialmente riluttante perché impegnato in un torneo dal quale uscirà miseramente sconfitto per colpa del proprio svogliato cavallo Aquilante, accetta di capeggiare la spedizione. Così quel piccolo manipolo di miserabili si mette in marcia.
Durante il viaggio per la penisola, la sgangherata armata viene coinvolta in diverse avventure: l'incontro con un principe bizantino diseredato, tale Teofilatto, che, dopo un estenuante ed infruttuoso duello con Brancaleone, si aggrega al gruppo; l'ingresso in una città apparentemente deserta che invita al saccheggio, salvo scoprirsi poi infestata dalla peste; l'arrivo del monaco Zenone (ispirato a Pietro l'eremita), diretto con dei pellegrini a Gerusalemme, al quale l'armata si unisce con la promessa di impegnarsi nell'impresa di più alto valore: liberare il Santo Sepolcro. L'attraversamento di un «cavalcone» (ponte) pericolante causa la caduta e la perdita di Pecoro, sicché Zenone pensa ad una maledizione. Scoprendo che Abacuc è di religione ebraica, il monaco gli impone il battesimo sotto una piccola cascata gelata. Tutto questo non impedisce che lo stesso monaco precipiti durante l'attraversamento di un successivo cavalcone. Rimasti privi della guida, Brancaleone e i suoi si separano dai pellegrini e si rivolgono di nuovo alla loro mèta.

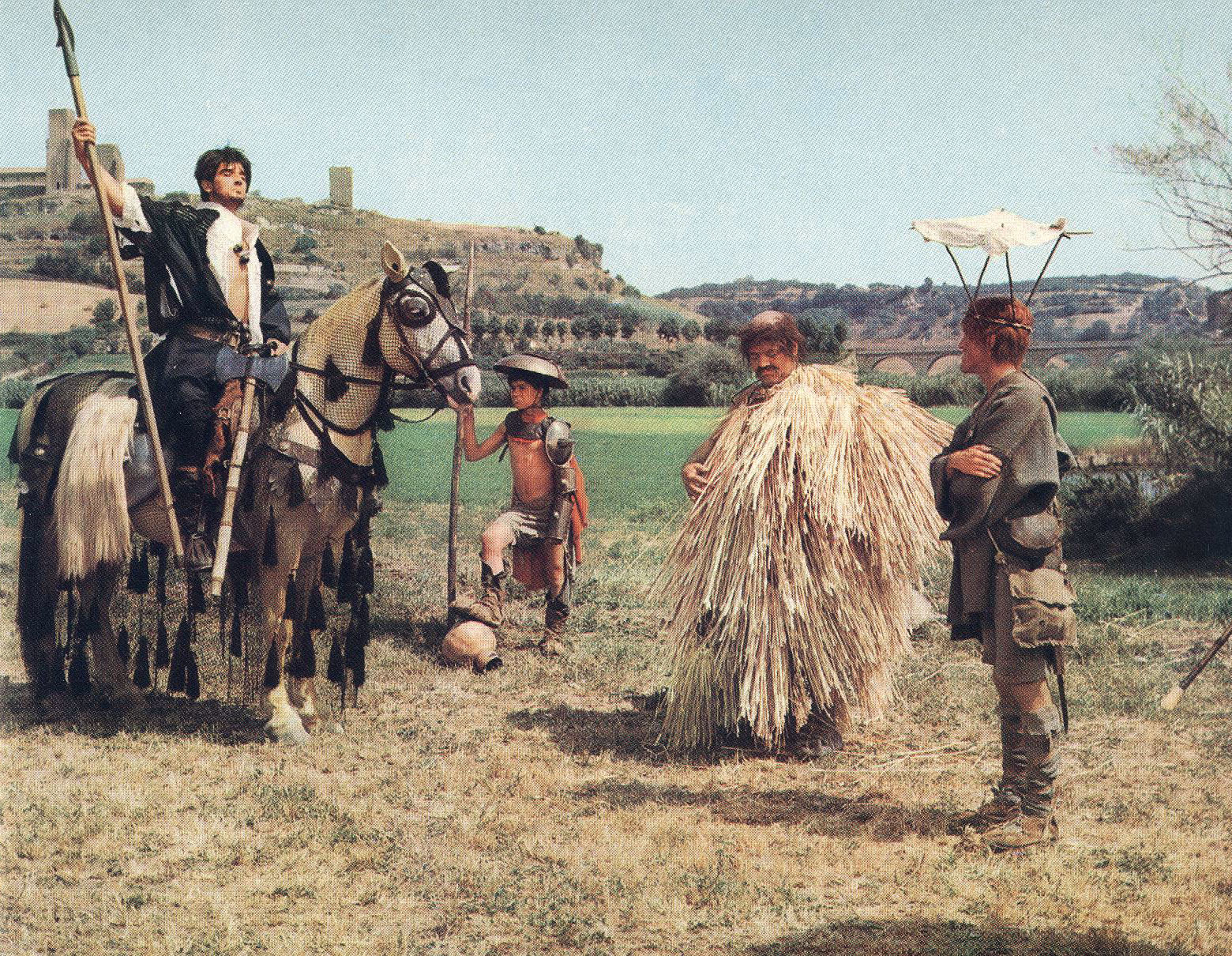
Gassman con Luigi Sangiorgi, Folco Lulli e Ugo Fangareggi

Proseguendo il cammino, il gruppo si inoltra in un bosco dove il cavaliere salva una giovane promessa sposa, Matelda, dalle grinfie di avidi barbari che hanno massacrato le guardie di scorta che accompagnavano la ragazza. Brancaleone uccide il capo dei manigoldi e, in seguito, lei gli presenta il proprio tutore, ferito mortalmente dai barbari, che in punto di morte fa promettere a Brancaleone di portarla in sposa al nobile Guccione. Lei però non vuole sposare Guccione e vorrebbe invece Brancaleone, ma il cavaliere - fedele ai propri ideali cavallereschi - rifiuta; la donna allora si concede - di nascosto da Brancaleone - nottetempo a Teofilatto. Dopo altri giorni di viaggio la comitiva giunge alla roccaforte di Guccione. Durante i festeggiamenti per il matrimonio di Matelda con Guccione, il nobile scopre che Matelda non è più vergine e fa di conseguenza rinchiudere Brancaleone, da lei accusato, in una gabbia. Gli amici dell'armata lo liberano, con l'aiuto di un fabbro, Mastro Zito. Questi, aggregandosi al gruppo, rivela a Brancaleone che Matelda si è fatta monaca. Il cavaliere raggiunge in fretta il monastero e, dopo aver ucciso diverse guardie di Guccione, arriva alla sua stanza, dove lei gli rivela di aver preso i voti per espiare la colpa di averlo accusato ingiustamente e di non voler rinunciare alla propria scelta. Brancaleone, sorpreso e amareggiato per la perdita del suo amore, parte quindi con i suoi amici.
Teofilatto, vedendo che sono arrivati vicino alla sua dimora, convince l'armata ad estorcere denaro alla famiglia dei Leonzi, fingendosi in ostaggio. Arrivati al castello, il gruppo viene accolto dalla famiglia dei Leonzi al completo, a detta dello stesso Teofilatto avvezza ad intrighi e raggiri. Manca solo il capofamiglia, ma, durante l'attesa del suo arrivo, Teodora, zia di Teofilatto e amante del nano e deforme Cippa, seduce Brancaleone che, prima di seguirla nelle sue stanze, affida ad Abacuc le trattative per il riscatto. Mentre il cavaliere subisce le passioni sadomasochiste della zia, Abacuc chiede al padre di Teofilatto il denaro per il riscatto del figlio; costui però rifiuta, disprezzando e disconoscendo quel figlio concepito con una serva e nato fuori dal matrimonio, e intima loro di andarsene in fretta, pena l'essere trafitti da frecce avvelenate. Il gruppo fugge di gran carriera assieme a Brancaleone che, ancora mezzo nudo, invece di una ricca ricompensa si trova a dover sfuggire a morte certa.
Dopo altri giorni di viaggio, Taccone e Teofilatto rincontrano Pecoro nella tana di una femmina d'orso, che lo ha salvato dopo la caduta nel precipizio, curandolo e adottandolo come proprio compagno. Dopo essere sfuggiti all'orsa, portano l'amico a ricongiungersi con la comitiva. Nella fuga Abacuc cade però in acqua e si ammala. Passano alcuni giorni e, quando ormai i sei sono in vista del feudo di Aurocastro, Abacuc muore e viene seppellito racchiuso nella cassa che lo ha sempre accompagnato.
La comitiva raggiunge quindi la roccaforte di Aurocastro e gli abitanti del luogo si affrettano a consegnare agli eroi le chiavi del castello prima di allontanarsi rapidamente, lasciando l'armata sola a fronteggiare l'attacco da parte dei pirati saraceni. Una volta avvistate le nere vele dei pirati, i sei si spiegano le parole della pergamena: Ottone aveva consegnato la cittadina a un feudatario che doveva salvarla dalle numerose incursioni dei pirati. Brancaleone con i suoi soldati, escogitato un arzigogolato piano per far cadere gli invasori nella trappola dove essi stessi finiranno prigionieri, sono condannati alla pena di morte per impalamento.
I sei vengono però liberati da un misterioso cavaliere che uccide tutti i saraceni e si rivela poi essere il cavaliere Arnolfo Mano-di-ferro, quello che Taccone e Mangoldo credevano di aver ucciso. Quale legittimo proprietario della pergamena, condanna Brancaleone e i suoi armigeri al rogo, in quanto ladri e usurpatori. Di fronte agli ultimi istanti di vita, Teofilatto rivela a Brancaleone di essere stato lui ad abusare di Matelda. Quando ormai le fiamme stanno per aggredire i malcapitati, ricompare il monaco Zenone, sopravvissuto alla caduta nel fiume, il quale convince il cavaliere a liberare Brancaleone ed i suoi, in quanto ancora legati alla promessa di seguirlo in Terra santa per liberare il Santo Sepolcro.

## Produzione

### Sceneggiatura

Brancaleone da Norcia, Teofilatto dei Leonzi e il frate Zenone (Enrico Maria Salerno) nel momento di attraversare il ponte di legno

Alla sceneggiatura collaborò lo stesso regista che, con Agenore Incrocci e Furio Scarpelli, (binomio meglio conosciuto come Age & Scarpelli) inventò un idioma immaginario, tra il latino maccheronico, la lingua volgare medievale e l'espressione dialettale.
I costumi e tutte le scene girate all'esterno, curati da Piero Gherardi, presentavano ambientazioni nuove rispetto a quelle conosciute fino ad allora nei film su questo tema, mentre alla fotografia lavorò Carlo Di Palma.
La sceneggiatura richiamava quella del film I soliti ignoti di Monicelli (la compagnia sgangherata e raccogliticcia che cerca di compiere una grande impresa, fallendola miseramente), anche nella somiglianza dei personaggi interpretati da Vittorio Gassman e Carlo Pisacane nei due film, oltre che in alcune sequenze specifiche, come quella in cui Gassman, contattato per entrare nella compagnia, dapprima rifiuta, per poi accettare dopo la sconfitta nel combattimento (di pugilato nei Soliti ignoti e al torneo nell'Armata Brancaleone). Inoltre, la scena in cui Teofilatto, durante una pausa del duello con Brancaleone, gli consiglia una cura per il fegato, è ricalcata dall'analoga sequenza tra Totò e Fabrizi in Guardie e ladri, film di Monicelli e Steno del 1951.

### Cast

Teofilatto dei Leonzi (Gian Maria Volonté) in una scena del film

La scelta di Gian Maria Volonté nel ruolo di Teofilatto dei Leonzi venne imposta al regista dal produttore Mario Cecchi Gori. L'attore milanese era famoso in quel periodo grazie alla sua partecipazione, con il ruolo di antagonista, ai film western per la regia di Sergio Leone. Mario Monicelli non nascose il suo dissenso e in un'intervista rilasciata in occasione del quarantesimo anniversario del film rivelò come invece avesse prescelto Raimondo Vianello per lo stesso ruolo.
Il personaggio di Zenone fu invece caratterizzato dallo stesso Enrico Maria Salerno che, dopo aver letto la sceneggiatura, chiese a Monicelli di affidargli la parte, per la quale utilizzò la tonalità in falsetto che convinse il regista.
Catherine Spaak aveva circa vent'anni nel momento in cui partecipò alla lavorazione del film, non conosceva bene l'italiano e il linguaggio richiesto dal copione. Racconta l'attrice franco-belga: «Già studiare il copione era per me molto difficile, quando arrivavo sul set venivo poi accolta con prese in giro e parolacce. All'inizio trattenevo a stento le lacrime ma capivo il loro divertimento e non potevo rovinargli la festa. È anche così che ho appreso il rigore e lo spessore del grande cinema italiano.»
Taccone era interpretato da Luigi Sangiorgi, che non era un attore professionista, ma un ragazzino preso dalla strada. Alcune fonti, erroneamente, attribuiscono il ruolo a Gianluigi Crescenzi, un diplomato CSC, che aveva molti più anni di Sangiorgi.

### Riprese
Molti dei luoghi citati da Brancaleone (Aurocastro, San Cimone, Bagnarolo, Panzanatico), nonché le battaglie (battaglia di Battilonta, battaglia di Sutri), sono fittizi.
Il film è girato in gran parte nell'alto Lazio e nella Maremma laziale: a Viterbo (il portone della vedova appestata è quello di palazzo Chigi), a Canino (convento di S. Francesco dove si rifugia Matelda), a Calcata, a Fabrica di Roma presso l'abbazia di Santa Maria di Falerii, a Nepi nei pressi dell'acquedotto (scena iniziale dei predoni) e del castello dei Borgia, a Vitorchiano (la città che saccheggiano e dove si è diffusa la peste), nella cava di tufo di Valentano (incontro con il santo monaco Zenone), a Vulci (Ponte del Diavolo e castello dell'Abbadia), a Tuscania (presso la cripta della chiesa di San Pietro), presso la torre di Chia (scene dell’accampamento dei cavalieri e della morte di Abacuc), a Civita Castellana in località Torre Chiavello vicino al Monte Soratte (duello tra Brancaleone e Teofilatto dei Leonzi), nella faggeta di Monte Cimino (incontro con Matelda), a Civita di Bagnoregio nella valle dei calanchi, nelle zone a ridosso dei laghi vulcanici di Vico (approdo della nave, bagno di Matelda) e Bolsena, nei pressi di Capodimonte, e in Toscana, nella zona della Val d'Orcia e delle crete senesi. La scena di Aurocastro è stata girata presso il borgo calabrese di Le Castella, situato nei pressi di Capo Rizzuto, mentre la giostra iniziale sotto il borgo umbro di Casteldilago. La scena del matrimonio di Matelda e della successiva quando Brancaleone viene da lei accusato di averle tolto la verginità si svolgono nel chiostro dell'Abbazia di San Pietro in Valle a Ferentillo.

### Titoli di testa
I titoli di testa e le animazioni furono realizzati da Emanuele Luzzati.

### I precedenti filmici e letterari
Nella intervista rilasciata a Stefano Della Casa e pubblicata nel libro dedicato al film, il regista afferma di avere tratto l'idea per il suo Brancaleone da una visione casuale, nei laboratori di Cinecittà, di alcune scene di un film di Luigi Malerba e Antonio Marchi del 1955, intitolato Donne e soldati, che in quel periodo era ancora in fase di montaggio.
L'ispirazione degli sceneggiatori nasce da elementi cinematografici come La sfida del samurai di Akira Kurosawa del 1961 e I cento cavalieri di Vittorio Cottafavi del 1964, e da narratori di letteratura cavalleresca e picaresca come Luigi Pulci, Teofilo Folengo, François Rabelais, Cervantes, Italo Calvino del Cavaliere inesistente.
Monicelli, convinto sostenitore del primato del cinema muto nei confronti del sonoro, difese la sua convinzione che la lingua volgare e inventata avrebbe dovuto ricoprire un ruolo accessorio rispetto alle immagini e alle sequenze cinematografiche davanti alle perplessità mostrate dal produttore Mario Cecchi Gori che esprimeva dubbi sulla comprensibilità dei dialoghi.
Col nome di Brancaleone è noto uno dei cavalieri italiani che presero parte nel 1503 alla disfida di Barletta.

### Il contenuto "storico"

L'armata di Brancaleone

Monicelli descrive il Medioevo straccione, popolato di disperati, miserabili, cialtroni ed appestati, dualista, perennemente diviso tra fede e peccato, spirito e carne, eros e morte, rivisitando il mito delle gesta cavalleresche. Un medioevo violento e cruento nel quale le scene risultano crude, nonostante la comicità.

Gian Maria Volonté

## Colonna sonora
Le musiche dell'Armata Brancaleone sono state composte da Carlo Rustichelli e cantate dal tenore lirico leggero Piero Carapellucci. La colonna sonora venne incisa su dischi Parade:
1. Marcia (Titoli di testa) e dopo la battaglia – 2:54
2. Combattimento – 1:08
3. Un prezioso bottino – 1:49
4. Marcia (#2) – 2:13
5. La città appestata e cuccuruccù – 1:40
6. La dama misteriosa – 1:54
7. Pirulè (strani pellegrini) – 2:33
8. Brancaleone e Matelda (tema d'amore) – 1:28
9. Marcia (#3) – 1:19
10. Tema d'amore e Brancaleone prigioniero – 3:09
11. Cavalcata e tema d'amore – 1:45
12. Gli ultimi duchi di Bisanzio – 1:12
13. Brancaleone incontra Teodora – 2:58
14. Marcia (#4) – 1:20
15. Brancaleone in gabbia e marcia di Brancaleone (Finale) – 1:26
16. Marcia di Brancaleone (Titoli) – 2:16
17. L'armata Brancaleone (il campo dei caduti) – 3:17
18. Combattimento (#2) – 2:10
19. Marcia di Brancaleone (#5) – 2:42
20. L'armata Brancaleone (peste!) – 1:58
21. Cuccuruccù – 1:27
22. Pirulè (strani pellegrini #2) – 3:49
23. Brancaleone e Matelda (tema d'amore #2) – 2:09
24. Brancaleone e Matelda (tema d'amore #3) – 2:06
25. L'armata Brancaleone (tema d'amore/A cavallo) – 1:46
26. L'armata Brancaleone (Bizantini/Incontro con Teodora) – 4:33
27. Marcia di Brancaleone (#6) – 1:39
28. Marcia di Brancaleone (#7) – 3:42
29. L'armata Brancaleone (Brancaleone prigioniero) – 1:39
30. Pirulè (liberazione di Brancaleone e Marcia- Finale) – 1:52
31. Marcia di Brancaleone (versione singolo Lato A) – 1:33
32. Cuccuruccù (versione singolo Lato B) – 1:39
33. Marcia di Brancaleone (con la voce di Vittorio Gassman) – 0:31

## Distribuzione
Il film uscì nelle sale cinematografiche italiane il 7 aprile del 1966. Presentato a Cannes nel maggio dello stesso anno, venne poi esportato in Germania il 28 giugno del 1968. Poi in Spagna il 27 settembre del 1983.

### Edizioni home video
Il film fu distribuito in DVD-Video per la prima volta il 26 febbraio 2004 dalla Medusa Video, nella collana Il grande cinema; il restauro fu eseguito col contributo della Blockbuster e il DVD includeva come extra un cinegiornale e una clip muta non restaurata. Il 23 gennaio 2006, in occasione del suo quarantesimo anniversario, il film fu presentato alla Casa del cinema con un nuovo restauro ad opera della Associazione Philip Morris Progetto Cinema, coordinato da Alessandra Giusti e curato da Giuseppe Rotunno. Il film fu quindi distribuito in DVD in una nuova edizione (priva di extra) dalla 01 Distribution il 22 aprile 2009 nella collana Italiani da culto, mentre il 1º dicembre 2021 la Eagle Pictures ha distribuito il film in DVD con un nuovo restauro eseguito nel 2017 dalla Cineteca di Bologna, con grading supervisionato da Daniele Ciprì; il DVD include una galleria fotografica e il trailer.

## Accoglienza
L'armata Brancaleone alla sua uscita nelle sale divenne subito campione di incassi, raccogliendo i consensi della critica e collezionando numerosi premi internazionali.

### Incassi
L'incasso accertato sino al 31 dicembre 1970 è di 1 878 628 000 lire.

### Critica

Brancaleone e Matelda (Catherine Spaak)

Gianni Rondolino, nel Catalogo Bolaffi del cinema italiano 1966-1975, scrisse: «Il primo esempio di film maccheronico tutto costruito sui temi della farsa e del dramma, dell'avventura e della satira, stravolti da una continua invenzione formale, a livello di linguaggio e di stile cinematografico, che fa scaturire dalle immagini e dai dialoghi un'interpretazione grottesca sia nella realtà rappresentata sia nei modi della sua rappresentazione. Pur nell'ambito d'una esercitazione contenutistica e formale di stampo goliardico L'Armata Brancaleone per la novità ed il successo di pubblico, che ha avuto, costituisce un originale esempio di cinema di consumo le cui imitazioni sono state inferiori all'originale».

## Influenza culturale
L'antonomasia «armata Brancaleone» è entrata nel linguaggio comune ed è riportata ormai da diversi dizionari della lingua italiana. La locuzione indica un gruppo variopinto, un'accozzaglia di persone dalle idee confuse e poco organizzate.
Alcune espressioni utilizzate nel film sono diventate di uso popolare, come ad esempio «che te ne cale», utilizzata nell'uso colloquiale l'espressione «cosa te ne importa»; «et come non?» per l'espressione italiana «e come no?»; o ancora «mai coverto», cioè «mai coperto», dove "coprire" è volgarmente inteso nel senso del rapporto sessuale, comunque a significare «mai sentito, mai conosciuto».
Riferendosi al personaggio di Brancaleone, Vittorio Gassman ebbe a dire: «c'era la bellissima invenzione di quel linguaggio e di quel personaggio, una specie di samurai che ormai tutti conoscono e che è stato credo il personaggio che mi ha dato più popolarità».

## Sequel
Quattro anni dopo, nel 1970, uscì un seguito intitolato Brancaleone alle crociate, sempre diretto da Mario Monicelli. Il film riscosse un buon successo, anche se non arrivò all'altezza del primo capitolo.